# Leo Haubrich
Leo Haubrich (* 15. November 1896 in Köln; † 29. August 1983 ebenda) war ein deutscher Schriftsteller.

## Leben
Leo Haubrich war als Buchhändler und Redakteur in Köln tätig. Er lieferte journalistische Beiträge zur Philosophie und Architektur und befasste sich mit Indologie. Er war Autor zahlreicher Beiträge in der Kölner Architekturzeitschrift Bauwarte und zeitweise deren Schriftleiter. Sein literarisches Werk besteht vorwiegend aus Gedichten.

## Werke
- Welt und Gedanke, Köln [u. a.] 1921
- Purgatorio, Köln 1923
- Ratgeber für das Eigenheim, Köln 1937
- Aussaat und Ernte, Köln-Nippes 1965